# Big Time Adolescence
Big Time Adolescence es una película de comedia coming-of-age estadounidense de 2019 escrita y dirigida por Jason Orley, en su debut como director. Está protagonizada por Pete Davidson, Griffin Gluck, Emily Arlook, Colson Baker, Sydney Sweeney y Jon Cryer. La película tuvo su estreno mundial en el Festival de Cine de Sundance el 28 de enero de 2019. Fue lanzado por Neon el 13 de marzo de 2020 en un número limitado de cines y luego transmitido en Hulu el 20 de marzo de 2020. Recibió críticas positivas de los críticos.

## Argumento
Monroe «Mo» Harris, de 16 años, es escoltado fuera de clase por un oficial de policía.
Cuando Mo era más joven, su hermana mayor, Kate, salió con su compañero de clase Zeke Presanti. Incluso después de que ella rompió con él, Zeke y Mo siguieron siendo amigos cercanos, a pesar de su diferencia de edad. Los padres de Mo, Reuben y Sherri, le permiten a Mo seguir saliendo con Zeke a pesar de su preocupación por la influencia de Zeke. Zeke, que ahora tiene 23 años, tiene un trabajo sin futuro y pasa la mayor parte de su tiempo fumando marihuana y bebiendo.
Mo pasa su tiempo libre con Zeke, sus amigos y su novia Holly en lugar de con alguien de su edad. Zeke ayuda a Mo a conseguir bebidas para una fiesta de último año después de haber sido invitado por su compañera de segundo año Stacey, y le da a Mo algo de hierba para vender allí. Esto le da credibilidad a Mo entre los mayores del partido. Al ver a su compañera de clase Sophie allí, intercambian números después de que él entabla conversación con ella.
Más tarde, Mo lleva a Sophie a cenar sushi antes de llevarla de regreso a la casa de Zeke para pasar el rato. Beben y antes de que Sophie se vaya, ella y Mo se besan. Esto le valió el apodo de Tongue Daddy («Papi Lengua») de sus amigos, que Zeke tatúa en el pecho de Mo. La noche siguiente, Mo llega a casa drogado accidentalmente después de estar en un auto con humo de marihuana con Zeke, justo antes de una cena familiar. Su padre se da cuenta de esto y ve su tatuaje, lo que hace que Mo sea castigado y se le prohíba salir con Zeke.
Mo sigue suministrando drogas y alcohol en las fiestas. Aunque tiene dudas sobre sus acciones y sus riesgos, Zeke lo alienta y continúa proporcionándole, incluso renunciando a su trabajo debido a la cantidad de dinero que Mo gana con las ventas.
Mo comienza a ignorar a Sophie, siguiendo el consejo de Zeke sobre cómo conseguir chicas, lo que la enoja. Después de darse cuenta de su error, intenta explicarse, pero ella se niega a escucharlo y lo abandona. Mo recibe una llamada de Holly y va a su casa. Ella le dice que ella y Zeke rompieron porque él la estaba engañando, y tiene relaciones sexuales con Mo. Después de la ruptura, Zeke pasa la noche emborrachándose y drogado, y canta en un bar de karaoke.
Stacey se distrae mientras conduce con algunas personas mayores que fuman y beben después de una fiesta, lo que hace que el auto de su madre se caiga a una zanja. Todos los demás rápidamente salen y se van en lugar de ayudar, y él abandona el auto. Al regresar a la zanja por la mañana, se da cuenta de que el coche ya no está. El mismo día, un policía llega a la escuela y lo interroga, diciéndole que no se meterá en problemas si revela quién suministró la droga que encontraron en el coche.
Cuando la policía aparece en una fiesta buscando a Mo gracias a un aviso de Stacey, Zeke logra sacarlo de la casa y lleva a Mo de regreso a su casa. Mo llora por cómo se ha convertido en un degenerado como Zeke, aunque nunca quiso serlo. También admite que tuvo relaciones sexuales con Holly y que quería contárselo antes, pero Zeke lo perdona y se reconcilian. Zeke se ofrece a asumir la culpa por el suministro de drogas de Mo en la fiesta, pero él rechaza su oferta diciendo que ya ha hecho suficiente y que necesita manejar esto por su cuenta.
Al día siguiente, Mo es escoltado fuera de clase (como se muestra al comienzo de la película), lo expulsan de la escuela y lo sentencian a realizar servicios comunitarios. Reuben conduce hasta la casa de Zeke y le ordena que se mantenga alejado de Mo, y lo ataca brevemente cuando Zeke se niega a obedecer.
Tres meses después, Mo se detiene en un restaurante de comida rápida después de hacerse su prueba de drogas habitual y se sorprende al ver a Zeke trabajando en la ventanilla del autoservicio. Mo se sienta con Zeke adentro para ponerse al día. Zeke le pregunta si quiere salir al día siguiente y Mo dice que tal vez. Mo se aleja y, a través de la ventana trasera, se ve a Zeke fumando un porro antes de sentarse en la acera con la cabeza entre las manos.

## Reparto
- Griffin Gluck como Monroe «Mo» Harris, hermano de Kate e hijo de Reuben y Sherri.
- Pete Davidson como Isaac «Zeke» Presanti.
- Jon Cryer como Reuben Harris, padre de Mo y Kate y esposo de Sherri.
- Oona Laurence como Sophie.
- Sydney Sweeney como Holly, la novia de Zeke.
- Thomas Barbusca como William (Stacey) Epstein.
- Colson Baker como Nick.
- Julia Murney como Sherri Harris, madre de Mo y Kate y esposa de Reuben.
- Emily Arlook como Kate Harris, la hermana de Mo y la hija de Reuben y Sherri.
- Nick Ziobro como Chad.
- Michael Devine como el oficial Peters.
- André Hyland como Tony.

## Producción
En junio de 2018, se anunció que Griffin Gluck, Pete Davidson, Sydney Sweeney, Machine Gun Kelly, Thomas Barbusca, Emily Arlook y Oona Laurence se habían unido al elenco de la película, con Jason Orley dirigiendo a partir de un guion que él mismo escribió. Will Phelps, Glen Trotiner, Mason Novick y Jeremy Garelick produjeron la película, bajo sus marcas American High y LD Entertainment, respectivamente. En julio de 2018, Jon Cryer se unió al elenco de la película.

### Rodaje
La fotografía principal comenzó en julio de 2018 en Syracuse, Nueva York. La producción también tuvo lugar en Manlius, Nueva York y Liverpool, Nueva York.

## Lanzamiento
La película tuvo su estreno mundial en el Festival de Cine de Sundance el 28 de enero de 2019. Poco después, Hulu adquirió los derechos de distribución de la película. Fue lanzado el 13 de marzo de 2020 por Neon en un estreno limitado, antes de la transmisión digital el 20 de marzo por Hulu.

## Recepción de la crítica
Big Time Adolescence recibió críticas positivas de los críticos de cine. En el agregador de reseñas Rotten Tomatoes, la película tiene un índice de aprobación del 84% basado en 83 reseñas de críticos, con una calificación promedio de 6,7/10. El consenso crítico del sitio web dice: «Divertido, sincero y cobrando vida gracias a un conjunto inteligentemente formado, Big Time Adolescence encuentra nuevos placeres en el concurrido género de coming-of-age». En Metacritic, la película obtiene una puntuación de 64 sobre 100, basada en 21 críticas, lo que indica «críticas generalmente favorables».
Brian Lowry de CNN criticó la actuación de Davidson y afirmó: «Pete Davidson no se esfuerza mucho como intérprete». En el mismo artículo, Lowry elogió la actuación de Gluck.